# Юдикат Галура
Юдикàт Галура (на италиански: Giudicato of Gallura; на латински: Iudicatus Gallurae) е суверенна и независима държава, която през Средновековието се простира в североизточната част на о-в Сардиния, от течението на река Когинас до залива на Орозеи.
Заема всички днешни подрегиони Галура и Бароние (тринадесет куратории), днес включени в провинциите Сасари (източна област) и Нуоро. Граничи на запад с Юдикат Торес и Юдикат Арбореа, а на юг с Юдикат Каляри.

## Местоположение
Начело на територията (logu) са монархът, наричан съдия (judike) или крал, и съвещателният съвет (Корона де Логу).
Столицата на юдиката традиционно е Чивита, възстановена върху руините на древния римски град Олбия, чието име се появява за първи път през 1113 г. Дворецът и кралският параклис „Свети Павел“ са били разположени близо до сегашния бул. „Умберто“, заобиколени от стени, кули и врати, които все още частично стърчат в началото на XIX век. Има обаче хипотеза, че съдът на юдиката е пътувал между основните центрове на кураториите на кралството, но това не е потвърдено. Замъците на Педрес и Са Паулаца са в защита на Чивита, а замъците Балду и Балаяна близо до Луогосанто, и замъкът Фава в Позада са резиденции на юдиката.
Съдиите от Галура са погребвани в криптата на Кралския параклис „Свети Павел“ в Чивита и в базиликата „Ностра Синьора ди Луогосанто“: Висконти в „Сан Франческо“ в Пиза, а сърцето на последния суверен Нино Висконти в „Сан Франческо“ в Лука.
Територия е разделена на две епархии с епископства в Чивита и Галтели, първоначално зависими от Светия престол и от 1138 г. подчинени на архиепископа на Пиза. Епархията на Чивита е наследница на древната епархия на Фавзания, документирана от V век (и чиято територия вероятно представлява основата за формирането на юдиката) и до 1090/1095 г., с името Episcopatus Gallurensis, тя покрива цялата територия на юдиката. Покровител е Свети Симплиций, протоепископ на Фаузания, на когото е посветена катедралата в Чивита.
Гербът се състои от изображението на петел.
Последният съдия на Галура е Нино Висконти през 1296 г. Дъщеря му Джована има само с номиналната титла и след това отстъпва правата на своя полубрат, господаря на Милано Ацо Висконти, чиито потомци на свой ред се отказват от тях в полза на суверените на Арагон.

## История

### Произход на юдиката
През римския период Олбия (наричана още Улбия или Улпия) представлява комуна със значително икономическо значение за Сардиния, чието пристанище гарантира тесни контакти с това на Остия и със столицата на империята. Вместо това северният хинтерланд е обитаван от популации, определени като „корси“, които заедно с близките популации „балари“ и „илиенси“ не са напълно подчинени и многократно се опитват да ограбят най-плодородните земи. Според агиографската традиция през 304 г. при Диоклециан там е извършена мъченическата смърт на протоепископ Свети Симплиций.
Римският град запада поради вандалските нашествия (от 456 до 465 г.) и с разрушаването на римското пристанище започва фаза на икономически и демографски упадък.
През 534 г. византийският император Юстиниан I отвоюва Сардиния от вандалите. През VI век форми на отшелнически живот са засвидетелствани в по-недостъпната вътрешна Галура от Свети Никола и Трано, близо до Луогосанто. През 594 г. папа Григорий Велики, с цел насърчаване на евангелизацията на Сардиния и Корсика, се обръща към епископа на Каляри в послание да ръкоположи Виктор за епископ на катедрата на Фаузания (locus intra provincialam Sardiniam, вероятно разположена в непосредствена близост до римският град), който е описан като вакантен за известно време (век по-рано, през 484 г., само епархиите на Каляри, Сулчи, Форум Траяни, Санафер и Турис Либисонис са засвидетелствани в Сардиния).
Администрацията на острова през византийския период е поверена на фигурите на praeses (наричани още iudex insulae или iudex provinciale, съдебна и административна власт със седалище в Каляри) и dux (magister militum, военна власт със седалище във Форум Траяни), които през VII век те се сливат в една фигура на iudex Sardiniae („съдия“) или „архонт“ (ὰρχόντης), базиран в Каляри, чиято служба вероятно е била поверена на родствените семейства Лакон и Гунале и който от средата на IX век, под натиска на арабските нашествия в Западното Средиземноморие (които започват да засягат острова през 705 г., изолирайки го търговски и политически от Константинопол) и трудните отношения с Византия, поставят членове на семейството си да управляват четирите основни области, на които са разделили острова. Logusalvadores (lociservator), след като постепенно постигат автономия и заменят централната власт във византийски стил, на свой ред приемат титлата iudex loci или iudike de logu, което постепенно води до епохата на юдиката през X век.

### Горна Галура
С разпадането на Византийската империя и под заплахата от мюсюлманско нашествие Сардиния е реорганизирана в четири автономни държавни единици, следвайки византийското административно подразделение, което вероятно на свой ред отразява това на първите и най-древни раннохристиянски епархии и римски общини. Юдикат Галура трябва да е бил най-бедният и най-слабо населеният от сардинските юдикати, но също така е географски облагодетелстван от връзките с близкат Корсика и Италианския полуостров.
Не са останали никакви документални източници от Горна Галура и управлението и контролът на особено голяма и слабо населена територия трябва да са били особено сложни. Връзката с Византия вече е предимно идеална, освен за религиозните обичаи. Съдията (iudike), както и в другите кралства, имат позиция, която идва отчасти чрез наследствено право (най-старите известни сардински съдии изглежда всички принадлежат към сем. Де Лакон, което вероятно е получило административна власт през византийския период) и отчасти чрез изборно потвърждение от majorales (религиозните власти и висшите класи).
Според римската традиция на praesides се предполага, че съдът на юдиката е пътувал между основните центрове (вили) на кураториите, за да раздава правосъдие. През тази епоха седалището на замъка на византийските власти все още трябва да е присъствало и е преустроено като съдебна резиденция и според византийската традиция самият епископ е трябвало да има важна роля в управлението на селищата и правосъдието.
След относително спокойствие, което продължава от 947 г., между 1000 и 1005 г. Сардиния, подобно на останалата част от Тиренско море, претърпява няколко мюсюлмански нашествия. През 1003 г. пизанската флота извършва грабеж по източното крайбрежие на острова, удряйки Олбия и Олиастра, на чиито територии вероятно са се заселили мюсюлманските пирати. Преместването или изграждането на алтернативна съдебна резиденция във вътрешността на Галура вероятно датира от този период в замъка Балаяна, близо до Луогосанто, защитен от арабските нашествия (традицията гласи, че това е седалище на първите съдии и по същата причина в близкият Юдикат Торес столицата е пренесена от Торес в Ардара).
Между 1015 и 1016 г. арабският кондотиер Муяхид ал-Амири (Музето) се опитва да нахлуе в Сардиния и завладява голяма част от Кампидано (архонтът Салустий, съдия на Каляри, загива в битката). Атаката на Музето срещу бреговете на Тоскана и град Луни обаче убеждава Пиза и Генуа да обединят силите си, по искане на папа Бенедикт VIII и императора, за да освободят Тиренско море от мюсюлмански набези.

### Влияние на морските републики и папството върху управлението
През 1016 г. Пиза и Генуа освобождават Сардиния от мюсюлманската заплаха и карат Музето да избяга. Съдиите на Сардиния, притеснени от риска от нови атаки, сключват съюз с двете морски републики, които започват да се интересуват от острова, първоначално за да получат търговски привилегии и впоследствие за да се намесват в неговото управление, като се представят в династиите на юдиката.
След схизмата между Римската и Източната църква през 1054 г., през 1073 г. папа Григорий VII изпраща писмо, с което препотвърждава папското политическо върховенство над четирите сардински юдикати. В това послание, адресирано до съдиите от Сардиния, за да ги покани да се подчинят на Църквата в Рим в препратката Constantinus Gallurensis, името „Галура“ и първото известно име на съдия на Галура (Константин) се появяват за първи път.
През втората половина на XI век съдиите, за да не влизат в конфликт с Римската църква, изоставят титлата на архонти и улесняват идването на острова на бенедиктински монаси от Монтекасино и Сан Виторе от Марсилия (в Галура в Позада, Ларатанос в Олбия, Сурахе в Санта Тереза и Корте в Доргали), за да заменят римския обред с гръцкия, макар и в открит контраст с позицията на местните епископи, които се противопоставят на разпространението на монашеството и претенциите на Рим. В Галтели в църквата „Санта Мария де Турис“, която по-късно става „Санту Кристос“, монасите от „Сант Онорато ди Лерино“ присъстват с Викторините, също като предишните идващи от Прованс. Само новият съдия Торкиторий де Дзори заема проимперски позиции и подкрепя местното духовенство, което му печели отлъчване от Църквата от папа Урбан II.
Първата конструкция на катедралата „Свети Симплициан“ датира от втората половина на XI век, която стои във вътрешността, извън ограденото селище и на разумно разстояние от морето, по романски модел, подобен на този на базиликата „Свети Гавин“ в Торес. Между 1090 и 1095 г. древната епархия (Episcopatus Gallurensis), обхващаща цялата територия на юдиката, е разделена на епархиите Чивита и Галтели. През 1113 г. името на Чивита (или Кивита) се появява за първи път, вероятно преродено след временно изоставяне.
През 1114 г. Пиза организира голяма експедиция (в която участват множество италиански държави и сардинската юдикати, но не и Генуа), водена от генералния капитан на пизанците, граф Герандо Каетани от Теричо срещу арабите, заселени на Балеарските острови, и неговите кораби, които напускат Пиза (около 300 галери) спират в Санта Репарата, в протока Бонифачо, преди да спрат в Торес, подкрепени от съдията на Галура Итокор де Гунале, който до този момент е консолидирал приятелството си в Пиза.
В началото на XII век различните съдии също предоставят привилегии и изключения на пизанските търговци и дарения на Opera di Santa Maria di Pisa (светско-църковен орган, създаден за управлението на комплекса на катедралата в Пиза). В периода 1110-1120 г. вероятно е завършена романската катедрала „Свети Симплиций“, включваща стилистични елементи на тоскански и ломбардски романски стил. Вилано Гаетани (Villanu) е епископ, вероятно от пизански произход. През 1130 г. също е засвидетелстван спор между съдия Константин II и синовете на неговия предшественик за притежанието на замъка Балаяна, който вероятно е бил предназначен да представлява лятна съдебна резиденция.
През 1133 г., за да разреши конфликтите между Пиза и Генуа относно владенията в Корсика, папа Инокентий II издига Генуа до седалище на архиепископия и я подчинява на диоцезите на Северна Корсика на Мариана, Небио и Ация (първоначално зависими от Пиза и което представлява опорната точка на генуезкото проникване на острова), докато Пиза поддържа контрола над Алерия, Аячо и Сагона. За да компенсират загубата, през 1138 г.  диоцезите на Чивита и Галтели, първоначално зависими от Светия престол, са подчинени като суфраженни на архиепископа на Пиза.

През втората половина на XII век започва преустройството на пристанището на Чивита, най-близкото в Сардиния до Италианския полуостров.
През третата четвърт на XII век замъкът Балаяна също е укрепен и оборудван с кралския параклис „Свети Леонард“. Наблизо, в близкото селище Санто Стефано, е построен и големият дворец Балду (разпростиращ се над 1600 m² и с 16 правоъгълни зали, разположени около голям двор с 3-етажна сграда), със строителна техника, която напомня тази на романските църкви. В тези замъци, съдебни летни резиденции, съдийката Елена често живее със съпруга си Ламберто Висконти ди Елдицио, техния син Убалдо с Аделазия от Торес, за да избягат от голямата влажна жега на Чивита.

### Периодът на Висконти и пряко пизанско управление
Около 1203 г. Елена де Лакон наследява юдиката, докато е все още непълнолетна, под настойничеството на майка си Одолина. В опит да поеме кралството, тя е ухажвана от множество ухажори, изпратени от Пиза, Генуа и от папа Инокентий III, включително Гулиелмо Маласпина, Тразамондо ди Сени, Итокор ди Торес и накрая пизанецът Ламберто Висконти ди Елдицио, който се омъжва за нея против волята на папата, който го отлъчва от Църквата. Той става съдия на Галура, започвайки периода на управление на Висконти. В резултат на тези събития през 1209 г. Комит от Торес окупира Чивита, но след това се оттегля. От Галура експанзивната пизанска политика, водена от Ламберто Висконти, се разпространява на юг и анексира земите на вековните автономни абатства на Гирифай и продължава да завладява Юдикат Каляри.
Между 1227 и 1233 г. консулите на пизанските търговци (консулски институции, представляващи търговците и родината) пристигат в Чивита и Орозеи и търговското селище близо до пристанището е консолидирано. Пизанците на Ламберто Висконти окупират Доргали и укрепват Кастро. През 1256 г. съдиите на Галура – пизанецът Джовани Висконти, и на Арбореа, пизанецът Гулиелмо ди Капрая, обявяват война на съдията на Каляри Йоан Торкиторий V, който се е съюзил с Генуа. След победата Юдикат Галура е доведен до максималното си разширение, свързвайки, с разделянето на Юдикат Каляри през 1258 г., част от Барбаджие, Олиастра, Джипи и Сарабус.
От 1265 г. обаче контрастът между Юдикат Галура, в ръцете на Висконти от проимперската фракция на гвелфите, и Юдикат Арбореа на Мариан II ди Бас-Сера, подкрепян от фракцията на гибелините, се засилва. През същия този период укрепленията на кралството са подсилени с изграждането на множество кули (включително крепостта на замъка Педрес, за която има новини между 1296 и 1388 г.). В неуточнен период гранитният архитрав на разрушения храм на Церера (датиращ от 59 г.) също е транспортиран в Пиза, който първоначално е поставен в южната фасада на катедралата и впоследствие поставен в Монументалното гробище.
През втората половина на XIII век, под господството на семейство Висконти ди Пиза, се ражда новото търговско селище „Тера Нова“ върху останките на древния римски град (но оставяйки катедралата „Свети Семплициан“ отвън) (топонимът Чивита остава изключително да идентифицира административно диоцеза), ограден град, със своите класи от търговци и занаятчии, които носят решаващ икономически растеж в центъра и неговия хинтерланд. Джовани Висконти (който поема управлението от своя братовчед Убалдо – съпруг на Аделазия ди Торес, която, вдовица, се опитва да го наследи с втория си съпруг Енцо Шбавски) през 1273 г. е прогонен от Комуна Пиза, победен в района между Трексента и Джипи от пизанските войски, водени от Анселмо ди Капрая, корсиканец, и през 1274 г. всичките му активи са конфискувани и той умира в битка в Тоскана през 1275 г., година преди Пиза да подпише мирният договор с лигата на гвелфите (1276 г.), която приема отново своите членове.
С възкачването на трона на последният съдия Нино Висконти, споменат от Данте Алигиери в „Божествена комедия“ (заедно с неговия викарий Фрате Гомита), последният, след като има титлата „подест на Пиза“, е прогонен и заточен от Пиза, срещу която насърчава множество инициативи. Посещенията в дворовете на Сардиния на учения Джироламо Тераманино да Пиза също датират от този период. След смъртта на Нино Висконти през 1296 г., от 1300 г.  Галура е директно подчинена на Пиза чрез викарий. Въпреки това, оцелелият Юдикат Арбореа окупира Барбаджа ди Бити и Монтеакуто (които са отнети от разпуснатия Юдикат Торес няколко десетилетия по-рано), докато Дория разширяват своите владения до Англона и кураторията на Балаяна.

С акт на сила през 1297 г. папа Бонифаций VIII дарява крал Хайме II Арагонски с безпрецедентното „Кралство Сардиния и Корсика“. Теранова, както и Орозеи, обаче са заобиколени със стени от пизанците (те всъщност са посочени като castrum), техният демографски растеж е насърчен и по този начин те преминават от статута на благороднически селища към този на комуни (със собствен подест, камерленги и нотариуси), макар и подчинени на пизанското господство (quasi-civitas), освобождавайки се от голяма част от намесата на съдебните семейства и властта на епископа. В същото време са укрепени пристанищата Теранова, Орозеи, Санта Репарата, Позада и Санта Лучия. Принудителната еволюция е прекъсната в резултат на исторически събития: още между 1316 и 1323 г. се съобщава за състоянието на деградация на Теранова и неговите стени, бягството на жителите с последващия демографски спад и липсата на сигурност.
С каталонско-арагонското завоевание от 1323 г. историята на юдикатите окончателно приключва и през 1328 г. самата Теранова, вече наказана от вътрешни разногласия, претърпява тежко нахлуване и е опожарена и обезлюдена от генуезците. През 1339 г. самият замък Педрес е поверен на попечителството на монах от ордена на Свети Йоан от Йерусалим и между 1355 г. и края на века преминава последователно между ръцете на Арагонците и тези на арборейците. В Repartiment de Sardenya от 1358 г., Теранова, след дълъг период на войни, бунтове и епидемии, има само 132 облагаеми глави на семейства (равно на население от не повече от 800 жители). След няколко години приемственост, в средата на XIV век Арагонците разделят Юдикат Галура на различни административни единици, постановявайки окончателното разделяне на територията на юдикатите между днешна Галура и тази на древната Долна Галура (сегашна Барония) с център в Орозеи. По това време настъпва пълното развитие на двата близки центъра на Темпио Паузания и Каланджанус (тогавашни Темпио и Каланджанус в куратория Джемини), съответно двата най-важни населени центъра по това време.

## Съдии на Галура (около 1020 – 1296 г.)
| Име                            | от       | до       | Брак и бел. |
| Манфред                        | 1020     | ок. 1040 | може би от Пиза, той е първият съдия, чието име е известно                                                                                   |
| Убалдо I                       | ок. 1040 | 1065     | |
| Константин I                   | 1065     | 1080     | |
| Торкиторий                     | 1080     | 1100     | Падулеза де Сера; 1-вият съдия, за когото има сигурни сведения                                                                               |
| Салтар де Дзори-Гунале         | 1080     |          | през 1113 г. се споменава за 1-ви път резиденцията Чивита                                                                                    |
| Итокор де Гунале               | 1100     | ок. 1116 | |
| Константин II Спану            | 1116     | 1133     | |
| Комит Спану                    | 1133     | 1146     | |
| Константин III де Лакон-Гунале | 1146     | 1170     | Анастазия Арборейска; при него е издигната базиликата „Свети Семплиций“ в Олбия                                                              |
| Баризон I де Лакон-Гунале      | 1170     | 1203     | Одолина де Лаон; последният от сем. Лакон-Гунале                                                                                             |
| Елена                          | 1203     | 1218     | Ламберто Висконти |
| Ламберто Висконти              | 1218     | 1225     | вдовец на Елена от Галура; Бенедета от Каляри                                                                                                |
| Убалдо Висконти                | 1225     | 1238     | Аделазия от Торес; последен от сем. Лакон-Висконти                                                                                           |
| Аделазия от Торес              | 1238     | 1238     | с 2-рия си съпруг Енцо Швабски се опитва да наследи Галура, но Убалдо е номинирал в завещанието си братовчед си Джовани, който го наследява. |
| Джовани Висконти               | 1238     | 1275     | Джована дела Герардеска |
| Нино Висконти                  | 1275     | 1296     | Беатриче д'Есте; последен съдия на юдиката                                                                                                   |

## Куратории
Подобно на всички юдикати Юдикат Галура е административно разделен на 13 куратории (curadorias), съставени от определен брой обитаеми центрове, наречени безразборно вили (villas), зависещи от столицата на куратория, в която е базиран кураторът, който ръководи администрацията, съставен от различни длъжностни лица (maiores).
Кураториите саː Тарас о Карас, Монтанеа или Монтанджа, Унали Сузу, Баланиана или Балариана, Канахим или Канахими, Джемини, Чивита или Фундимонте, Орфили, Позада, Бити или Барбаджа ди Бити, Орозеи Галтели, Франка ди Джирифаи, Унале йосо.